# John Milton
John Milton (Londres, 9 de dezembro de 1608 – Londres, 8 de novembro de 1674) foi um poeta, polemista, intelectual e funcionário público inglês, servindo como Secretário de Línguas Estrangeiras da Comunidade da Inglaterra sob Oliver Cromwell. Escreveu em um momento de fluxo religioso e agitação política, e é mais conhecido por seu poema épico Paraíso Perdido (1667), escrito em verso branco.
Nascido em Londres, frequentou a Christ’s College da Universidade de Cambridge, onde graduou-se em 1629 e obteve um mestrado em 1632. Leu obras antigas e modernas de teologia, filosofia, história, política, literatura e ciência, e em maio de 1638, viajou para França e Itália em uma digressão, se encontrou com o astrônomo Galileu Galilei e visitou a Accademia della Crusca. Ao voltar à Inglaterra, escreveu prosas contra o episcopado em plena Guerra Civil Inglesa, e atacou William Laud, arcebispo de Cantuária. Em março de 1649 foi feito Secretário de Línguas Estrangeiras pelo Conselho de Estado. Durante esse período publicou textos em defesa dos princípios republicanos, e em 1654 ficou completamente cego e consequentemente pobre. Após a Restauração Inglesa, Milton continuou a defender a república e criticar a monarquia. Se escondeu e recebeu um mandado de prisão, sendo perdoado posteriormente. Ele morreu em 1674, tendo se casado três vezes.
Sua prosa e poesia refletiam profundas convicções pessoais, a paixão pela liberdade e autodeterminação, e as questões urgentes e turbulência política de sua época. Escrevendo em inglês, latim e italiano, alcançou fama internacional em sua vida, e seu célebre Areopagítica (1644) está entre as defesas mais influentes da história da liberdade de expressão e liberdade de imprensa.
A biografia de William Hayley, publicada em 1796, o chamou de "o maior autor inglês", e ele geralmente permanece sendo considerado como "um dos escritores mais proeminentes da língua inglesa", embora a recepção crítica tenha oscilado nos séculos desde sua morte (muitas vezes por conta de seu republicanismo). Samuel Johnson elogiou Paraíso Perdido como "um poema que, em relação ao design pode reivindicar o primeiro lugar, e no que diz respeito ao desempenho, o segundo, entre as produções da mente humana", embora ele — um conservador e destinatário do patrocínio real — descreveu a política de Milton como as de um "amargo e ranzinza republicano". Por causa de seu republicanismo, tem sido objeto de séculos de partidarismo britânico — uma consideração hostil de Anthony Wood, em 1691, uma biografia "não-conformista", de John Toland, em 1698, e muitos outros. Seus tratados políticos foram consultados na elaboração da Constituição dos Estados Unidos.

## Biografia

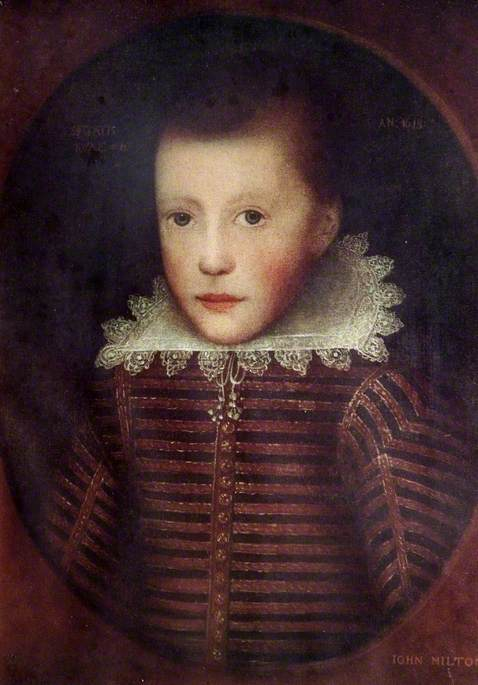
Milton aos 10 anos, pintado por Cornelis Janssens van Ceulen

As fases da vida de Milton são paralelas as principais divisões históricas e políticas da Grã-Bretanha dos Stuart. Sob o governo cada vez mais pessoal de Carlos I e sua ruptura na confusão e na guerra constitucional, Milton estudou, viajou, escreveu poesia na maior parte para uso privado, e lançou uma carreira como panfletário e publicitário. De acordo com a Comunidade da Inglaterra, por serem perigosamente radicais e até mesmo heréticas, a mudança nas atitudes adotadas no governo o colocou em um cargo público, e ele ainda atuou como porta-voz oficial em algumas de suas publicações. A Restauração de 1660 privou Milton, agora completamente cego, de sua plataforma pública, mas neste período concluiu a maioria de suas principais obras de poesia.
Suas visões desenvolveram-se a partir de sua própria leitura extensiva, bem como viagens e experiências, a partir de seus dias de estudante na década de 1620 até a Revolução Inglesa. Na época de sua morte em 1674, Milton estava pobre, e, à margem da vida intelectual inglesa, ainda era famoso em toda a Europa e não se arrependia de suas escolhas políticas.

### Início de vida
John Milton nasceu na Bread Street, em Londres, em 9 de dezembro de 1608, como segundo filho do compositor John Milton (1562-1647) e sua esposa Sarah Jeffrey. O velho John Milton mudou-se para Londres em torno de 1583, após ter sido deserdado pelo pai católico devoto, Richard Milton, por abraçar o protestantismo. Em Londres, casou-se com Sarah Jeffrey (1572-1637) e encontrou sucesso financeiro duradouro como um escrivão. Ele viveu e trabalhou em uma casa na Bread Street, onde ficava localizada a Mermaid Tavern em Cheapside. O velho Milton era conhecido por sua habilidade como compositor musical, e esse talento fez com que seu filho a apreciasse ao longo da vida e lhe rendeu amizades com músicos como Henry Lawes.

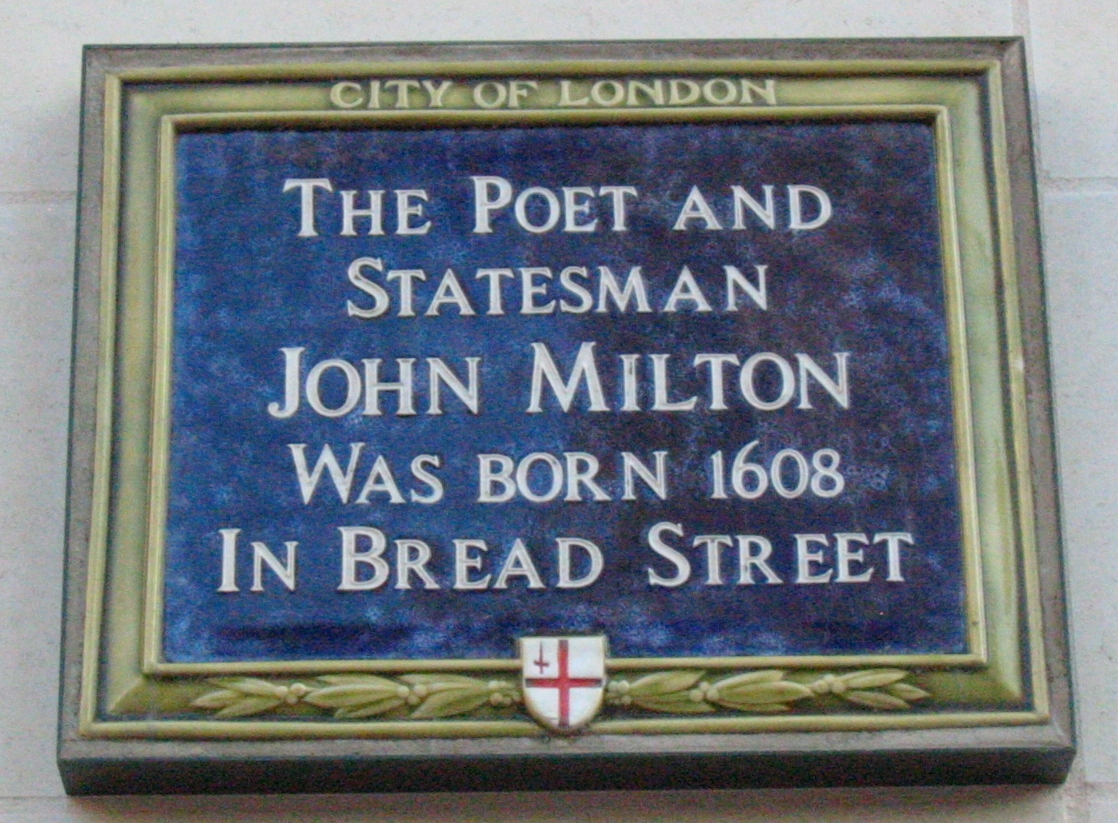
Placa azul em Bread Street, em Londres, onde Milton nasceu

A prosperidade do pai de Milton forneceu ao seu filho mais velho um professor particular, Thomas Young, um presbiteriano escocês mestre pela Universidade de St. Andrews. Pesquisas sugerem que as influências de Young serviram como introdução do poeta ao radicalismo religioso. Após a tutoria de Young, estudou na St Paul's School, em Londres. Lá ele começou o estudo do latim e da língua grega, e as línguas clássicas deixaram uma marca em sua poesia inglesa (também escreveu em italiano e latim). Suas primeiras composições datáveis são dois salmos feitas aos 15 anos em Long Bennington. Uma fonte contemporânea é Brief Lives de John Aubrey, uma compilação desigual incluindo relatos em primeira mão. Na obra, Aubrey cita Christopher, irmão mais novo de Milton: "Quando ele era jovem, estudou muito e descansava muito tarde, geralmente até às doze ou uma da noite".
Milton frequentou o Christ’s College em 1625, e graduou-se com um bacharelado em artes em 1629, ocupando o quarto lugar entre 24 diplomados com honras naquele ano na Universidade de Cambridge. Preparando-se para se tornar um sacerdote anglicano, obteve um mestrado em artes em 3 de julho de 1632.
Foi provavelmente suspenso por discutir no primeiro ano com o seu tutor, William Chappell. Certamente ele foi para casa, na Lent Term 1626; lá escreveu sua Elegia Prima, sua primeira elegia em latim, para Charles Diodati, um amigo de St Paul's. Com base em observações de John Aubrey, Chappell "chicoteou" Milton. Hoje esta história é disputada, embora certamente Milton não gostasse de Chappell. Christopher Hill cautelosamente observa que Milton estava "aparentemente" banido, e que as diferenças entre Chappell e ele podem ter sido religiosas ou pessoais. Também é possível que, como Isaac Newton quatro décadas depois, Milton foi mandado para casa por causa da praga, pela qual Cambridge foi gravemente afetada em 1625. Mais tarde, em 1626, o seu tutor era Nathaniel Tovey.
Em Cambridge, teve bons relacionamentos com Edward King, a quem escreveu mais tarde Lycidas. Também fez amizade com o dissidente e teólogo anglo-americano Roger Williams. Milton tutelou Williams em hebraico, em troca de aulas de holandês. Apesar de desenvolver uma reputação de habilidade poética e erudição geral, observou a alienação de seus pares e da vida universitária como um todo. Vendo seus colegas estudando comédia nos palcos da faculdade, observou mais tarde que "se julgavam homens galantes, e eu os achei tolos". Devido ao seu longo cabelo e a delicadeza geral em sua aparência, era conhecida como a "Dama de Cristo". Era desdenhoso do currículo universitário, que consistia em debates formais empolados sobre temas obscuros, conduzidos em latim. Seu próprio corpus não é desprovido de humor, notavelmente a sua sexta prolusão e seus epitáfios sobre a morte de Thomas Hobson. Enquanto em Cambridge, escreveu vários de seus poemas conhecidos em inglês, entre eles, Na Manhã do Natal de Cristo ('On the Morning of Christ's Nativity'), o seu Epitáfio do admirável Poeta Dramático, W. Shakespeare, seu primeiro poema a aparecer na imprensa, L'Allegro e Il Penseroso.

### Estudo, poesia e viagens

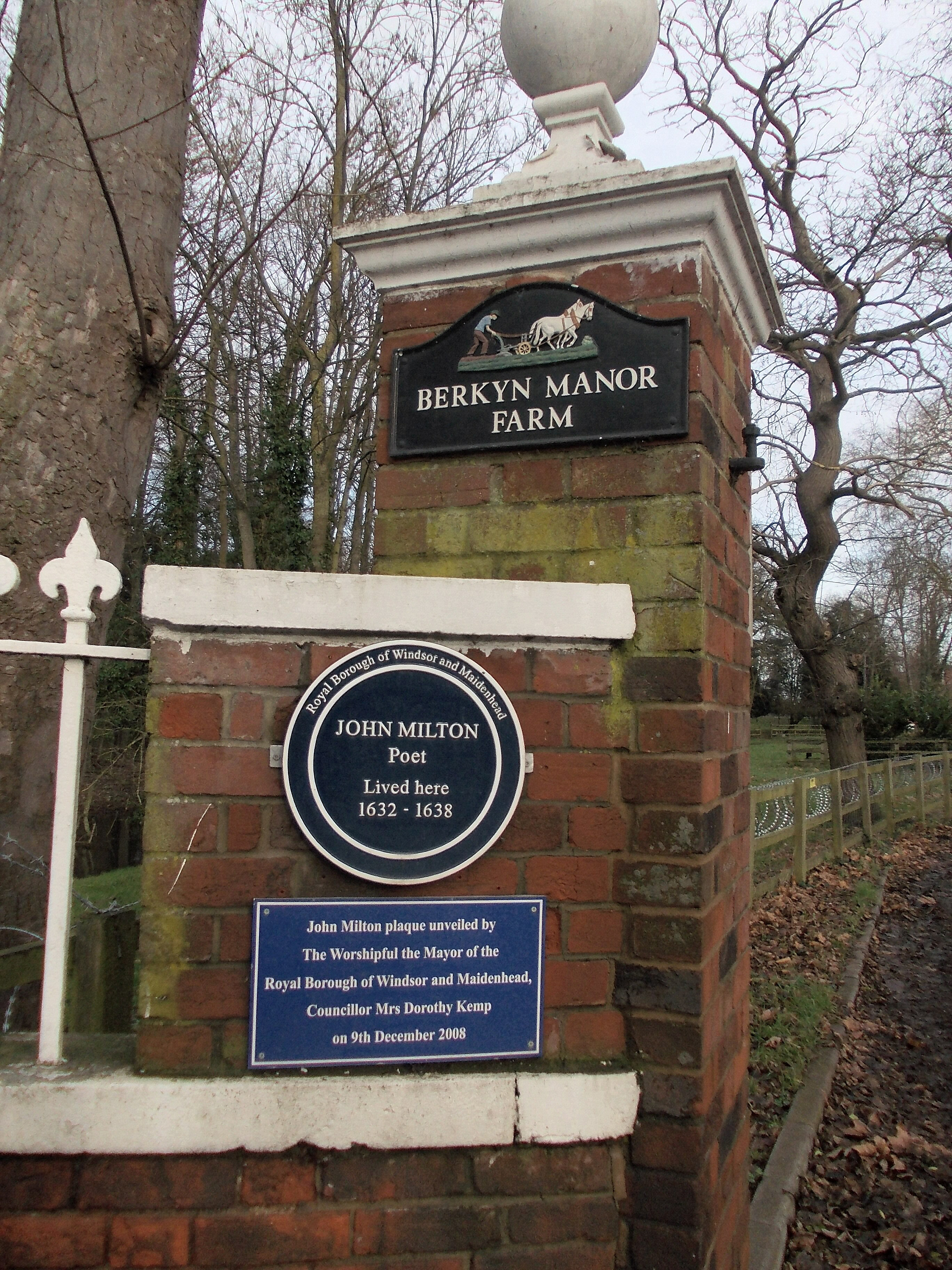
Placa azul comemorativa, "John Milton viveu aqui entre 1632 e 1638" na Berkyn Manor Farm, Horton, Berkshire

Ao receber seu mestrado em 1632, Milton se retirou para Hammersmith, a nova casa de seu pai desde o ano anterior. Ele também viveu em Horton, Berkshire, a partir de 1635 e realizou seis anos de estudo privado independente. Hill argumenta que este não foi um regresso para um idílio rural: Hammersmith era então uma "vila suburbana" caindo na órbita de Londres, e até mesmo Horton estava se desmatando e sofrendo com a praga. Ele leu tanto obras antigas e modernas de teologia, filosofia, história, política, literatura e ciência, em preparação para uma potencial carreira poética. Seu desenvolvimento intelectual pode ser traçado através de entradas em seu bloco de notas (como um livro de recados), hoje na Biblioteca Britânica. Como resultado de tal estudo intensivo, Milton é considerado um dos mais instruídos entre todos os poetas ingleses. Além de seus anos de estudo privado, tinha domínio de latim, grego, hebraico, francês, espanhol e de italiano de sua escola e a época de graduação; também acrescentou inglês antigo ao seu repertório linguístico na década de 1650 enquanto pesquisava sua História da Grã-Bretanha ('History of Britain'), e provavelmente adquiriu proficiência em holandês logo depois.
Milton continuou escrevendo poesia durante esse período de estudo; ambos Arcades e Comus foram encomendados para mascaradas compostas por nobres mecenas, conexões da família Egerton, e realizados em 1632 e 1634, respectivamente. Comus defende a virtuosidade da temperança e castidade.
Ele contribuiu com sua elegia pastoral Lycidas a uma coleção de memorial para um de seus colegas de Cambridge. Rascunhos destes poemas são preservados no caderno de poesia de Milton, conhecido como o Manuscrito Trindade, que hoje é mantido no Trinity College, em Cambridge.
Em maio de 1638, embarcou numa viagem pela França e Itália, que durou até julho ou agosto de 1639. Suas viagens complementaram seu estudo com novas experiências diretas e tradições artísticas e religiosas, especialmente catolicismo romano. Conheceu os teóricos famosos e intelectuais da época, e foi capaz de exibir suas habilidades poéticas. Para obter detalhes específicos sobre o que aconteceu no Grand Tour de Milton, parece haver apenas uma fonte primária: sua própria Defensio Secunda. Embora existam outros registros, incluindo algumas cartas e algumas referências em suas outras áreas de prosa, a maior parte das informações sobre a turnê vem de um trabalho que, de acordo com Barbara Lewalski, "não foi concebido como autobiografia, mas como retórica, projetada para enfatizar sua excelente reputação com os eruditos da Europa."

Em [Florença], que eu sempre admirei acima de todos os outros lugares por causa da elegância, e não apenas de sua língua, mas também de sua sagacidade, permaneci por cerca de dois meses. Ali, de imediato, me tornei o amigo de muitos senhores eminentes de classe e de aprendizagem, cujas academias privada eu frequentava — uma instituição florentina que merece grandes elogios, não só por promover os estudos humanos, mas também por incentivar uma relação de amizade.

O relato de Milton sobre Florença, em Defensio Secunda
Primeiro ele foi para Calais, e depois para Paris, cavalgando, com uma carta do diplomata Henry Wotton para o embaixador John Scudamore. Através de Scudamore, Milton conheceu Hugo Grócio, um jurista, poeta e filósofo holandês. Milton deixou a França logo após esta reunião. Ele viajou para o sul, de Nice a Gênova, e depois para Livorno e Pisa. Chegou a Florença em julho de 1638. Enquanto estava lá, gostava de muitos dos locais e estruturas da cidade. Sua franqueza de forma erudita e poesia neolatina lhe rendeu amigos em círculos intelectuais florentinos, e se encontrou com o astrônomo Galileu, que estava sob prisão domiciliar em Arcetri, bem como outros. Milton provavelmente visitou a Academia Florentina e a Accademia della Crusca juntamente com academias menores na região, incluindo o Apatisti e o Svogliati.
Saiu de Florença em setembro para viajar a Roma. Com as conexões de Florença, foi capaz de ter fácil acesso à sociedade intelectual romana. Suas habilidades poéticas impressionaram aqueles como Giovanni Salzilli, que elogiou Milton dentro de um epigrama. No final de outubro, apesar de sua antipatia com a Companhia de Jesus, participou de um jantar oferecido pelo Colégio Inglês em Roma, encontrando católicos ingleses, que também eram convidados, o teólogo Henry Holden e o poeta Patrick Cary. Ele também participou de eventos musicais, incluindo oratórias, óperas e melodramas. Milton partiu para Nápoles no final de novembro, onde ficou apenas por um mês por causa do controle espanhol. Durante esse tempo, foi apresentado a Giovanni Battista Manso, patrono de Torquato Tasso e Giovanni Battista Marino.
Originalmente Milton queria deixar Nápoles, a fim de viajar à Sicília, e depois à Grécia, mas voltou à Inglaterra durante o verão de 1639 por causa do que afirmou, em Defensio Secunda, serem "tristes notícias da guerra civil na Inglaterra". O assunto se tornou mais complicado quando recebeu a notícia de que Diodati, seu amigo de infância, tinha morrido. O escritor de fato ficou mais sete meses no continente, e passou um tempo em Genebra com o tio de Diodati depois que ele voltou a Roma. Em Defensio Secunda, proclamou que foi advertido contra um retorno a Roma por causa de sua franqueza sobre religião, mas ficou na cidade por dois meses e foi capaz de assistir o Carnaval e conhecer Lukas Holste, um bibliotecário do Vaticano, que o guiou por meio de sua coleção. Ele foi apresentado ao Cardeal Francesco Barberini que convidou Milton a uma ópera organizado pelo próprio. Por volta de março, viajou mais uma vez para Florença, permanecendo lá por dois meses, participando de novas reuniões das academias, e passou um tempo com os amigos. Depois de deixar Florença, ele viajou por Lucca, Bolonha e Ferrara antes de chegar a Veneza. Em Veneza, foi exposto a um modelo de republicanismo, mais tarde importante em seus escritos políticos, mas logo encontrou um outro modelo quando viajava para Genebra. Da Suíça, Milton viajou para Paris e depois para Calais, antes de finalmente chegar de volta à Inglaterra entre julho e agosto de 1639.

### Guerra civil, tratos em prosa e casamento

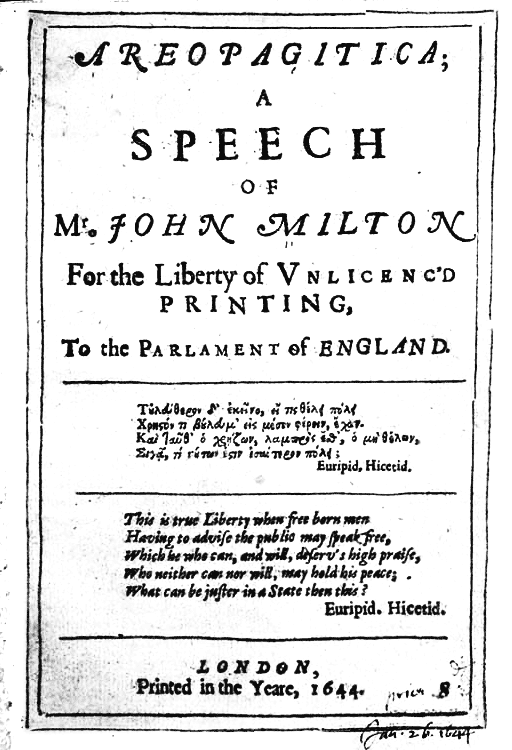
Primeira página da edição de Areopagítica, em 1644, de John Milton

Ao voltar à Inglaterra, onde a Guerras dos Bispos pressagiava novos conflitos armados, Milton começou a escrever tratos em prosa contra o episcopado, a serviço da causa puritana e parlamentar. Sua primeira incursão em polêmicas foi Of Reformation touching Church Discipline in England (1641), seguida por Of Prelatical Episcopacy, as duas defesas de Smectymnuus (um grupo de teólogos presbiterianos nomeados a partir de suas iniciais: a "TY" pertencia ao seu antigo tutor, Thomas Young), e The Reason of Church-Government Urged against Prelaty. Atacou vigorosamente o partido da Alta Igreja anglicana e seu líder, William Laud, arcebispo da Cantuária.
Embora apoiado por investimentos de seu pai, neste momento tornou-se professor particular, educando seus sobrinhos e outras crianças à prosperidade. Essa experiência, e discussões com o reformador educacional Samuel Hartlib, o levou a escrever em 1644 seu pequeno trato, Da Educação, pedindo uma reforma nas universidades nacionais.
Em junho de 1642, Milton fez uma visita à mansão de Forest Hill, em Oxfordshire, e voltou com uma noiva de 16 anos, Mary Powell. Um mês mais tarde, encontrando uma vida difícil com o severo professor e panfletário de 35 anos, Mary voltou para sua família. Em parte por causa da eclosão da Guerra Civil, ela não retornou até 1645; entretanto sua deserção levou Milton, ao longo dos próximos três anos, a publicar uma série de panfletos defendendo a legalidade e a moralidade do divórcio. Anna Beer, uma de suas mais recentes biógrafas, aponta falta de provas e os perigos do cinismo, exortando que não era necessariamente o caso de que a vida privada de modo a animar o polemismo público. Em 1643, Milton tinha um encontro com as autoridades sobre estes escritos, em paralelo com Hezekiah Woodward, que tinha mais problemas. Foi a resposta hostil concedida ao trato de divórcio que o estimulou a escrever Areopagítica, seu célebre ataque à censura pré-imprensa.

### Secretário de Línguas Estrangeiras
Com a vitória parlamentar na Guerra Civil, Milton usou sua caneta em defesa dos princípios republicanos representados pela Comunidade. O Mandato dos Reis e Magistrados ('The Tenure of Kings and Magistrates'; 1649) defendeu o governo popular e implicitamente sancionou o regicídio; com sua reputação política foi nomeado Secretário de Línguas Estrangeiras pelo Conselho de Estado em março de 1649. Apesar de a principal proposta de seu cargo fosse compor correspondências estrangeira da República Inglesa em latim, ele também foi chamado para produzir propaganda para o regime e servir como censor. Em outubro de 1649, publicou Eikonoklastes, uma defesa explícita do regicídio, em resposta à Eikon Basilike ("Retrato Real"), uma obra literária de sucesso fenomenal popularmente atribuída a Carlos I, que retratou o rei como um mártir cristão inocente. Um mês depois que Milton tinha tentado quebrar essa imagem poderosa de Carlos I (a tradução literal de Eikonoklastes é 'o quebrador de imagem'), o exilado rei e seu partido publicou uma defesa da monarquia, Defensio Regia pro Carolo Primo, escrito pelo líder humanista Claudius Salmasius. Em janeiro do ano seguinte, o autor foi ordenado a escrever uma defesa do povo inglês pelo Conselho de Estado. Dado o público europeu e o desejo da República Inglesa em estabelecer legitimidade diplomática e cultural, Milton trabalhou de forma mais lenta do que o habitual, como ele contou com a aprendizagem comandada por seus anos de estudo para compor uma réplica. Em 24 de fevereiro de 1652, publicou sua defesa em latim do povo inglês, Defensio pro Populo Anglicano, também conhecida como a Primeira Defesa. A prosa puramente latina de Milton e sua aprendizagem evidente, exemplificada na Primeira Defesa, rapidamente fez-lhe uma reputação na Europa, e o trabalho fez numerosas edições.
Em 1654, em resposta ao trato anônimo monarquista "Regii sanguinis clamor", uma obra que fez muitos ataques pessoais contra Milton, ele completou uma segunda defesa da nação inglesa, Defensio secunda, que elogiou Oliver Cromwell, agora Lord Protector, enquanto exortando-o a manter-se fiel aos princípios da Revolução. Alexander Morus, a quem Milton erroneamente atribuiu o Clamor (na verdade por Peter du Moulin), publicado um ataque a Milton, em resposta ao que ele publicou o autobiográfico Defensio pro se, em 1655. Além dessas defesas literárias da Comunidade e seu personagem, Milton continuou a traduzir a correspondência oficial para o latim. Em 1654, ficou totalmente cego, a causa de sua cegueira é debatida, mas o descolamento de retina bilateral ou glaucoma é mais provável. Sua cegueira obrigou-o a ditar seu verso e prosa para amanuenses (ajudantes), um dos quais era o poeta Andrew Marvell. Um de seus sonetos mais conhecidos, On His Blindness ('Por sua Cegueira'), presume-se que data deste período.

### A Restauração
Embora a morte de Cromwell em 1658 fez com que a República Inglesa entrasse em colapso em uma rivalidade política e militar faccional, Milton teimosamente se agarrou às crenças que tinha originalmente o inspirado a escrever à Comunidade. Em 1659, ele publicou Um Tratado do Poder Civil ('A Treatise of Civil Power'), atacando o conceito de uma igreja dominada pelo Estado (a posição conhecida como Erastianismo), bem como Considerations touching the likeliest means to remove hirelings, denunciando as práticas de corrupção no governo da igreja. À medida que a República se desintegrava, Milton escreveu várias propostas para manter um governo não-monárquico contra a vontade do parlamento, dos soldados e do povo.
- Carta a um Amigo, Quanto as rupturas da comunidade, escrito em outubro de 1659, foi uma resposta à recente dissolução do General Lambert do Parlamento Traseiro.
- Propostas de certos expedientes para a prevenção de uma guerra civil agora temida, escrito em novembro de 1659.
- O Pronto e fácil Caminho de Estabelecimento de uma Comunidade livre, em duas edições, respondeu a marcha do general Monck em direção a Londres para restaurar o Parlamento Longo (que levou à restauração da monarquia). O trabalho é uma lamúria apaixonada, amarga, e fútil condenando o povo inglês a desviar-se da causa da liberdade e defendendo o estabelecimento de um regime autoritário por uma oligarquia criada pelo parlamento não eleito.

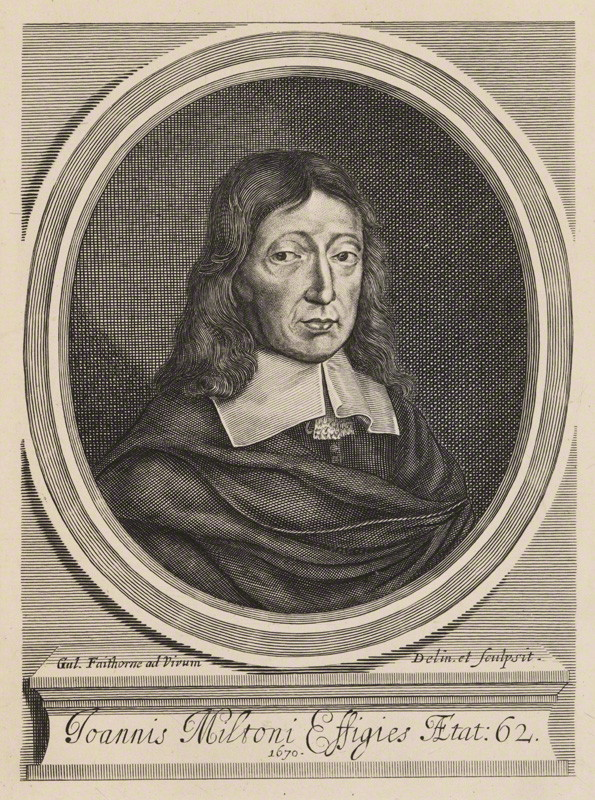
Milton no final de sua vida

Após a Restauração em maio de 1660, o autor inglês foi se esconder durante sua vida, enquanto foi emitido um mandado de prisão contra ele e seus escritos foram queimados. Ele ressurgiu depois que um perdão geral foi emitido, mas foi, no entanto, preso e encarcerado brevemente antes de amigos influentes, como a Marvell, agora um Membro do Parlamento, intervir. Em 24 de fevereiro de 1663, ele se casou novamente, pela terceira e última vez, com uma mulher nascida em Wistaston, Cheshire, Elizabeth (Betty) Minshull, então com 24 anos, e passou a década restante de sua vida pacificamente em Londres, retirando-se apenas para um chalé — Milton's Cottage — em Chalfont St Giles, sua única casa existente, durante a Grande Praga de Londres.
Durante este período, publicou várias obras e prosas menores, como um livro de gramática, Art of Logic, e a História da Grã-Bretanha. Suas únicas extensões explicitamente políticas foram Da Verdadeira Religião, de 1672, defendendo a tolerância (exceto aos católicos), e uma tradução de um tratado polonês defendendo uma monarquia eletiva. Ambas as obras foram referidas no debate de Exclusão — a tentativa de excluir o herdeiro presuntivo, Jaime, duque de Iorque, do trono da Inglaterra, porque ele era católico romano — que preocupava a política na década de 1670 e 1680, e precipitou a formação do partido Whig e a Revolução Gloriosa.
Milton morreu de insuficiência renal em 8 de novembro de 1674 e foi sepultado na Igreja de St Giles Cripplegate; de acordo com um biógrafo, seu funeral foi assistido por "seus aprendizes e grandes amigos em Londres, não sem uma multidão amigável da plebe." Um monumento de John Bacon, o Velho, foi adicionado em 1793.

### Família
Milton e sua primeira esposa, Mary Powell (1625-1652) tiveram quatro filhos: Anne (nascida em 7 de julho de 1646); Mary (nascida em 25 de outubro de 1648); John (16 de março de 1651 – Junho de 1652); e Deborah (2 de maio de 1652 – ?).
Powell morreu no dia 5 de maio de 1652 de complicações após o nascimento de Deborah. Suas filhas sobreviveram até a idade adulta, mas tinha sempre uma relação tensa com elas. Casou-se de novo em 12 de novembro de 1656 com Katherine Woodcock. Ela morreu em 3 de fevereiro de 1658, menos de quatro meses depois de dar à luz uma filha, Katherine, que também morreu. Casou-se pela terceira vez em 24 de fevereiro de 1662, com Elizabeth Mynshull (1638-1728), a sobrinha de Thomas Mynshull, um rico filantropo boticário, em Manchester. Apesar da diferença de idade de 31 anos, o casamento parecia feliz, de acordo com John Aubrey, e durou mais de 11 anos até a morte de Milton (Uma placa na parede da casa de Mynshull em Manchester descreve Elizabeth como "a 3ª e melhor esposa" de Milton.) Samuel Johnson, no entanto, afirmou que Mynshull era "uma companheira doméstica e atendente" e que o sobrinho de Milton, Edward Phillips, relata que Mynshull "oprimiu seus filhos em sua vida, e os enganou em sua morte".
Dois sobrinhos (filhos de sua irmã Anne), Edward e John Phillips, foram educados por ele e tornaram-se escritores. John atuou como secretário, e Edward foi o primeiro biógrafo de Milton.

## Poesia

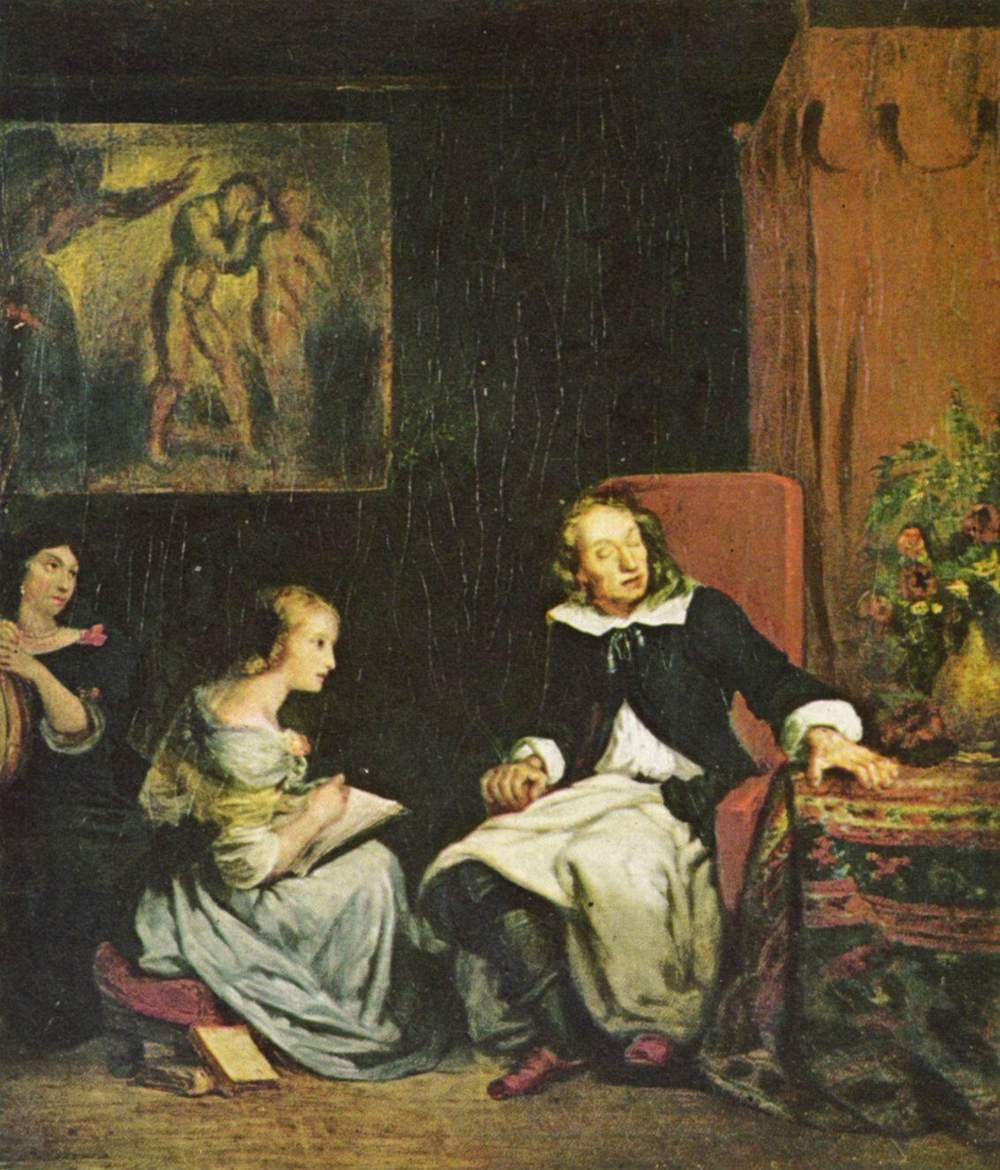
Milton Dita o Paraíso Perdido a suas Três Filhas, ca. 1826. Artista: Eugène Delacroix

Sua poesia demorou a ver a luz do dia, pelo menos em seu nome. Seu primeiro poema publicado foi Sobre Shakespeare (1630), anonimamente incluído na edição Second Folio de Shakespeare. Em meio a emoção combinada a possibilidade de estabelecer um novo governo inglês, ele coletou seu trabalho nos Poemas de 1645. A edição anônima de Comus foi publicado em 1637, e a publicação de Lycidas, em 1638, em Justa Edouardo King Naufrago foi assinado J. M. Otherwise, a coleção de 1645 foi a única de sua poesia a ser impressa, até Paraíso Perdido aparecer em 1667.
O magnum opus de Milton, o poema épico em verso branco Paraíso Perdido, foi composto quando estava cego e pobre entre 1658 e 1664 (primeira edição), com pequenas, mas significativas revisões publicadas em 1674 (segunda edição). Como poeta cego, Milton ditou seus versos a uma série de assessores em seu serviço. Tem sido argumentado que o poema reflete seu desespero pessoal com o fracasso da revolução, mas afirma um otimismo máximo em potencial humano. Alguns críticos literários têm argumentado que ele codificou muitas referências a seu apoio incansável à "Boa Velha Causa".
Em 27 de abril de 1667, Milton vendeu os direitos de publicação de Paraíso Perdido ao editor Samuel Simmons por 5 libras, o equivalente a cerca de 7 400 libras de renda em 2008, com um adicional de 5 libras a serem pagas se e quando cada tiragem de cerca de 1 300 e 1 500 exemplares fossem vendidos. O primeiro lançamento, uma edição in-quarto ao preço de três xelins por cópia, foi publicada em agosto de 1667 e se esgotou em 18 meses.
Ele continuou Paraíso Perdido, com sua sequência, Paraíso Recuperado, publicado juntamente com a tragédia Sansão Agonista ('Samson Agonistes'), em 1671. Ambas as obras também ressoam com a situação política pós-Restauração de Milton. Pouco antes de sua morte, em 1674, ele supervisionou uma segunda edição de Paraíso Perdido, acompanhado de uma explicação do "por que o poema não rima" e versos introdutórios de Marvell. Republicou seus Poemas de 1645 em 1673, bem como uma coleção de suas cartas e os preâmbulos em latim de seus dias em Cambridge. Uma edição de 1668 de Paraíso Perdido, relatada como cópia pessoal do autor, hoje está alojada nos arquivos da Universidade de Ontário Ocidental.

## Visões
Um manifesto religioso inacabado, De Doctrina Christiana, provavelmente escrito por Milton, expõe muitas de suas visões teológicas heterodoxas, e não foi descoberto e publicado até 1823. Suas crenças fundamentais foram idiossincráticas, não as de um grupo ou facção identificável, e muitas vezes elas estavam bem além da ortodoxia da época. Seu tom de voz, no entanto, resultou da ênfase puritana na centralidade e a inviolabilidade de consciência. Ele era dono de si mesmo, mas é Areopagítica, onde foi antecipado por Henry Robinson e outros, que durou mais do que suas obras em prosa.

### Filosofia
No final da década de 1650, Milton foi um defensor do monismo ou materialismo animista, a noção de que uma única substância material que é "animada, auto-ativa e livre" compõe tudo no universo: de pedras e árvores e corpos a mentes, almas, anjos e Deus. Ele inventou essa posição para evitar o dualismo mente-corpo de Platão e Descartes, bem como o determinismo mecanicista de Thomas Hobbes. O seu monismo é mais refletido notavelmente em Paraíso Perdido onde ele tem anjos como criaturas substanciais e, assim, exercem tais funções corporais como comer e se envolver em relações sexuais mas a sua substância não é carnal, que consiste em vez do intelecto puro, e o De Doctrina, onde ele nega a dupla natureza do homem e defende uma teoria da Criação ex Deo.

### Pensamento político

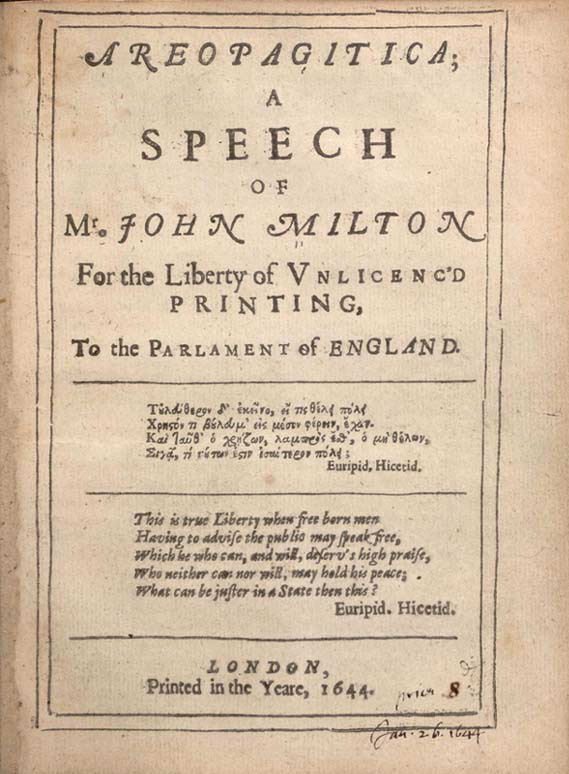
Primeira edição de Areopagítica, publicada em 1644

Em seus escritos políticos, Milton abordou temas específicos em diferentes períodos. Os anos de 1641 e 1642 foram dedicados à política da igreja e a luta contra o episcopado. Após seu escrito de divórcio, Areopagítica, e uma lacuna, ele escreveu em 1649-1654, na sequência da execução de Carlos I, e na justificativa polêmica do regicídio e o regime parlamentar existente. Então, em 1659-1660 ele previu a Restauração, e escreveu de cabeça.
Suas próprias crenças foram, em alguns casos, um tanto impopulares e perigosas, e isso era verdade particularmente para o seu compromisso com o republicanismo. Nos próximos séculos, seria reivindicado como um apóstolo no início do liberalismo. De acordo com James Tully:
... com Locke tal como Milton, concepções republicanas e de contração de liberdade política juntaram as mãos em oposição comum à sujeição desengatada e passiva oferecida pelos absolutistas, como Hobbes e Robert Filmer.
Um amigo e aliado nas guerras do panfleto foi Marchamont Nedham. Austin Woolrych considera que, embora eles fossem muito próximos, há "pouca afinidade real, além de um amplo republicanismo", entre suas abordagens. Blair Worden observa que tanto Milton e Nedham, com outros, como Andrew Marvell e James Harrington, teriam tido problemas com o Parlamento Traseiro não por ser a república, mas o fato de que não era uma república adequada. Woolrych fala do "abismo entre a visão de Milton sobre o futuro da Comunidade e a realidade". Na primeira versão de sua História da Grã-Bretanha, iniciada em 1649, Milton já estava escrevendo sobre dos membros do Parlamento Longo como incorrigíveis.
Ele elogiou Oliver Cromwell quando o Protectorado foi criado; embora, posteriormente, ele tinha grandes restrições. Quando Cromwell parecia ser retrocesso como revolucionário, depois de alguns anos no poder, Milton aproximou-se da posição de Sir Henry Vane, a quem ele escreveu um soneto em 1652. O grupo de republicanos descontentes incluía, além de Vane, John Bradshaw, John Hutchinson, Edmund Ludlow, Henry Marten, Robert Overton, Edward Sexby e John Streater; mas não Marvell, que permaneceu com o partido de Cromwell. Milton já havia elogiado Overton, juntamente com Edmund Whalley e Bulstrode Whitelocke, em Defensio Secunda. Nigel Smith escreveu que
... John Streater, e a forma de republicanismo que ele representava, foi o cumprimento de ideias mais otimistas de Milton da liberdade de expressão e de heroísmo público [...]
Como Richard Cromwell caiu do poder, ele previu um passo rumo a uma república mais livre ou "comunidade livre", escrevendo na esperança deste resultado no início de 1660. Milton tinha defendido uma posição desconfortável, em O Pronto e Fácil Caminho, porque queria invocar a Boa Velha Causa e ganhar o apoio dos republicanos, mas sem oferecer uma solução democrática de qualquer tipo. Sua proposta, apoiada por referência (entre outras razões) para as constituições oligárquicas holandeses e venezianas, foi para um conselho com membros perpétuos. Esta atitude cortou o direito em todo o grão de opinião popular da época, que balançou decisivamente atrás da restauração da monarquia Stuart, que teve lugar no final do ano. Milton, um associado e defensor em nome dos regicidas, foi silenciado sobre questões políticas com o retorno de Carlos II.

### Teologia
Como muitos artistas renascentistas antes dele, Milton tentou integrar a teologia cristã com os modos clássicos. Em seus primeiros poemas, o narrador poeta exprime uma tensão entre o vício e a virtude, este último invariavelmente relacionado ao protestantismo. Em Comus, Milton pode fazer uso irônico da corte mascarada Carolino elevando noções de pureza e virtude sobre as convenções da folia da corte e da superstição. Em seus poemas mais tarde, as preocupações teológicas de Milton se tornaram mais explícitas. Milton abraçou muitas visões heterodoxas teológicas cristãs. Ele rejeitou a Trindade, na crença de que o Filho era subordinado ao Pai, e sua simpatia ou curiosidade provavelmente estava comprometida pelo Socinianismo: em agosto de 1650, ele licenciou a publicação de William Dugard de Racovian Catechism, com base numa crença não-trinitária. Uma fonte interpretou-o como amplamente protestante, se não sempre fácil de localizar em uma categoria religiosa mais precisa.
Em seu tratado de 1641, Da Reforma, Milton expressou seu desagrado com o catolicismo e o episcopado, apresentando Roma como a Babilônia moderna e bispos como feitores egípcios. Essas analogias estão de acordo com a preferência puritana de Milton por imagens do Antigo Testamento. Ele conhecia, pelo menos, quatro comentários sobre Gênesis: os de João Calvino, Paul Fagius, David Pareus e André Rivet. Através do Interregno, Milton, muitas vezes apresenta Inglaterra, resgatada das armadilhas de uma monarquia mundana, como uma nação eleita parecida com a Israel do Antigo Testamento, e mostra o seu líder, Oliver Cromwell, como um dos últimos dias de Moisés. Estas opiniões foram ligadas a vista protestante do Milênio, que algumas seitas, tais como o Quinto Monarquismo previsto chegaria na Inglaterra. Ele, no entanto, viria a criticar as visões milenaristas "mundanas" destes e de outros, e expressou ideias ortodoxas sobre a profecia dos Quatro Impérios.
A restauração da monarquia Stuart em 1660 começou uma nova fase em sua obra. Em Paraíso Perdido, Paraíso Recuperado e Sansão Agonista, Milton lamenta o fim da Comunidade dos deuses. O Jardim do Éden pode alegoricamente refletir a visão de Milton da recente queda de Graça da Inglaterra, enquanto a cegueira e cativeiro de Sansão — espelhando a própria visão perdida de Milton — pode ser uma metáfora à aceitação cega da Inglaterra de Carlos II como rei. Ilustrado por Paraíso Perdido é mortalismo, a crença de que a alma está adormecida depois que o corpo morre. Apesar da restauração da monarquia, Milton não perdeu a fé pessoal; Sansão mostra como a perda da salvação nacional não exclui necessariamente a salvação do indivíduo, enquanto Paraíso Recuperado expressa de continuar a crença de Milton na promessa de salvação cristã por meio de Jesus Cristo. Embora ele possa ter mantido sua fé pessoal, apesar das derrotas sofridas por sua causa, o Dictionary of National Biography contou como ele havia sido alienado da Igreja da Inglaterra pelo arcebispo William Laud, em seguida, mudou-se da mesma forma a partir dos Dissidentes por sua denúncia da tolerância religiosa na Inglaterra.
Milton tinha vindo para se destacar além de todas as seitas, embora, aparentemente, achou os Quakers mais agradáveis. Ele nunca foi para todos os serviços religiosos em seus últimos anos. Quando um servo trouxe de volta as contas de sermões de reuniões não-conformistas, tornou-se tão sarcástico que o homem, finalmente, deu o seu lugar.

### Tolerância religiosa
Milton disse em Areopagítica sobre "a liberdade do saber, de pronunciar, e discutir livremente o acordo com a consciência, acima de todas as liberdades" (aplicado, no entanto, apenas para as seitas protestantes conflitantes, e não para os ateus, os judeus, muçulmanos ou católicos). "Milton defendeu o desestabelecimento como a única forma eficaz de obter a ampla tolerância. Ao invés de forçar a consciência de um homem, o governo deve reconhecer a força persuasiva do Evangelho".

### Divórcio
Milton escreveu A Doutrina e Disciplina do Divórcio ('The Doctrine & Discipline of Divorce'), em 1643, no início da Guerra Civil Inglesa. Em agosto do mesmo ano, ele apresentou suas ideias à Assembleia dos Divinos de Westminster, que havia sido criada pelo Parlamento Longo para trazer maiores reformas na Igreja da Inglaterra. A Assembleia foi convocada em 1° de julho, contra a vontade do rei Carlos I. O pensamento de Milton sobre o divórcio lhe causou problemas consideráveis com as autoridades. Uma visão presbiteriana ortodoxa da época era de que as opiniões de Milton sobre o divórcio constituíam uma heresia do homem:
O fervoroso presbiteriano [Thomas] Edwards tinha incluído tratos de divórcio de Milton em sua lista Gangraena de publicações heréticas que ameaçavam o tecido moral e religioso da nação; Milton respondeu zombando dele como “o superficial Edwards” no soneto satírico “On the New Forcers of Conscience under the Long Parliament”, geralmente datado do segundo semestre de 1646.
Mesmo aqui, porém, sua originalidade é qualificada: Thomas Gataker já havia identificado "consolo mútuo" como principal meta no casamento. Ele abandonou sua campanha para legitimar o divórcio depois de 1645, mas expressou seu apoio à poligamia no De Doctrina Christiana, o tratado teológico que fornece a evidências mais claras sobre seus pontos de vista.
Milton escreveu durante um período em que os pensamentos sobre o divórcio eram tudo, menos simplistas; em vez disso, houve um debate ativo entre os líderes do pensamento. No entanto, a aprovação básica dele sobre o divórcio dentro de parâmetros rigorosos estabelecidos pelo testemunho bíblico eram típicas de muitos intelectuais cristãos influentes, particularmente os teólogos de Westminster. Ele se dirigiu perante a Assembleia sobre o assunto do divórcio em agosto de 1643, num momento em que ela estava começando a formar a sua opinião sobre o assunto. Em Doutrina e Disciplina do Divórcio, ele argumentou que a separação era um assunto privado, não legal ou eclesiástico. Nem a Assembleia nem o Parlamento condenou ele ou suas ideias. Na verdade, quando a Assembleia escreveu a Confissão de Fé de Westminster eles permitiram o divórcio nos casos de infidelidade ou abandono. Assim, a comunidade cristã, pelo menos dentro do subconjunto "puritano", aprovou os pontos de vista de Milton.

### História
História foi particularmente importante para a classe política do período, e Lewalski considera que Milton "mais do que a maioria ilustra" uma observação de Thomas Hobbes sobre o peso colocado na altura sobre os escritores históricos de latim clássico Tácito, Lívio, Salústio e Cícero, e suas atitudes republicanas. O próprio escreveu que "atos dignos muitas vezes não são destituídos de relações dignas", no Livro II de sua História da Grã-Bretanha. Um senso de história importava muito para ele:
O curso da história humana, o impacto imediato das desordens civis, e de sua própria vida pessoal traumática, são todas consideradas por Milton como típicas da situação que ele descreve como "a miséria que tem sido, desde Adão".

## Legado e influência
Quando Paraíso Perdido foi publicado, a estatura de Milton como poeta épico foi imediatamente reconhecida. Ele lançou uma imagem formidável sobre a poesia inglesa nos séculos XVIII e XIX; foi muitas vezes considerado igual ou superior a todos os outros poetas ingleses, incluindo Shakespeare. Entretanto, desde o começo foi defendido por políticos Whig, e condenado por conservadores: com o regicida Edmund Ludlow ele foi reivindicado como um dos primeiros Whigs, enquanto o ministro conservador anglicano Luke Milbourne o agrupou com outros "agentes das trevas", como John Knox, George Buchanan, Richard Baxter, Algernon Sidney e John Locke.

### Recepção da poesia

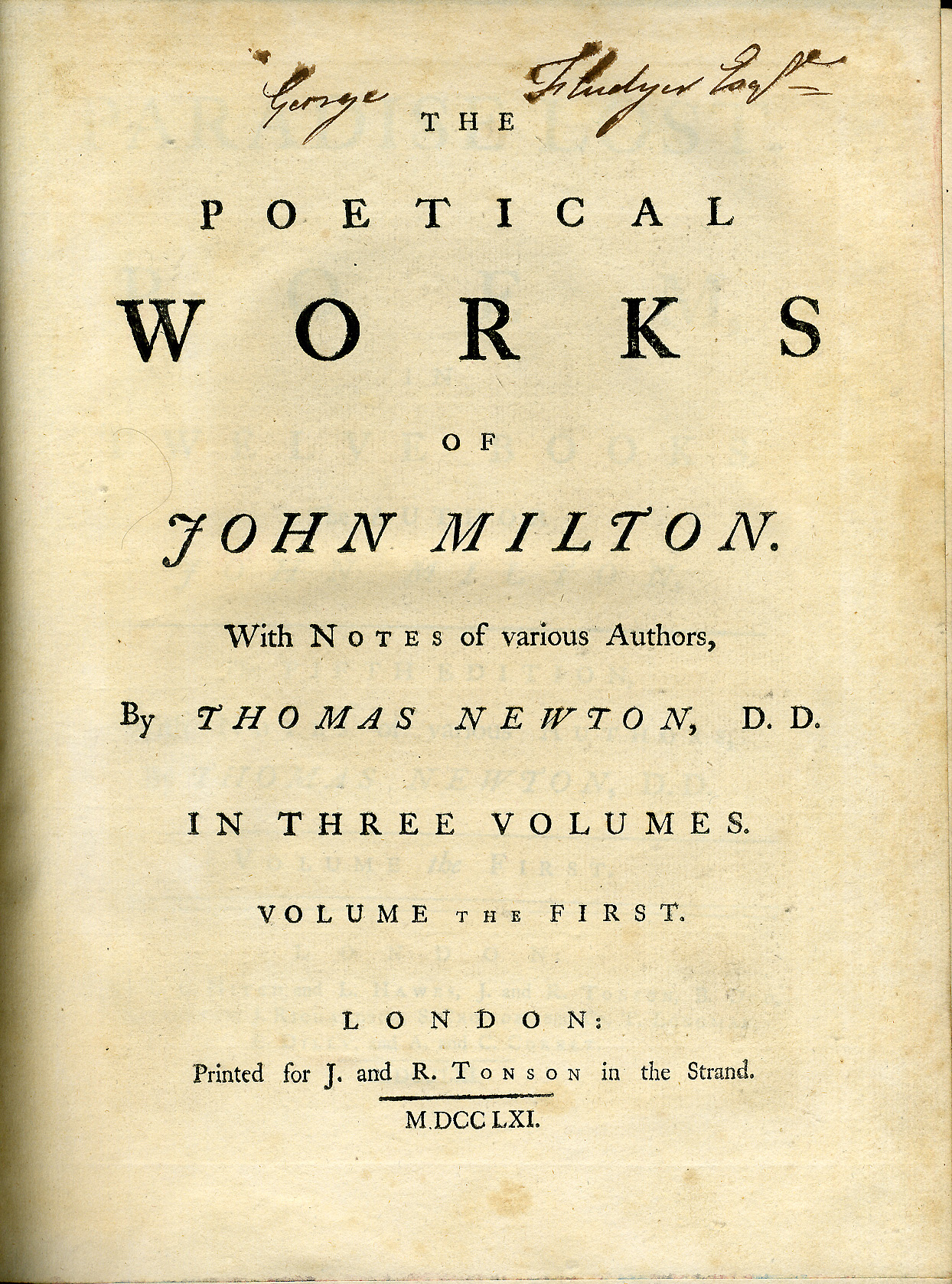
Página-título de uma edição de 1752-1761 de "The Poetical Works of John Milton with Notes of Various Authors by Thomas Newton", impressos por J. & R. Tonson na Strand

John Dryden, um entusiasta inicial, em 1677 começou a tendência de descrever Milton como o poeta do sublime. Seu O Estado de Inocência e da Queda do Homem: uma Ópera (1677) é uma evidência de uma influência cultural imediata. Em 1695, Patrick Hume tornou-se o primeiro editor de Paraíso Perdido, oferecendo um extenso aparato de anotação e comentários, especialmente perseguindo alusões. William Blake o considerou o maior poeta inglês. Blake colocou Edmund Spenser como precursor de Milton, e viu-se como seu filho de poesia. Em seu Milton um Poema, Ele o usa como um personagem.
Em 1732, o erudito Richard Bentley ofereceu uma versão corrigida de Paraíso Perdido. Bentley foi considerado presunçoso, e foi atacado no ano seguinte por Zachary Pearce. Christopher Ricks julga que, como crítico, Bentley foi um tanto agudo e errôneo, e "incorrigivelmente excêntrico"; William Empson também constata Pearce como mais simpático à linha de pensamento básico de Bentley que é justificada. A biografia de William Hayley, publicada em 1796, o chamou de "o maior autor inglês", e ele geralmente permanece sendo considerado como "um dos escritores mais proeminentes da língua inglesa", embora a recepção crítica tenha oscilado nos séculos desde sua morte, muitas vezes por conta de seu republicanismo.
Houve uma tradução antecipada e parcial de Paraíso Perdido para o alemão de Theodore Haak, e com base numa tradução padrão em verso de Ernest Gottlieb von Berge. Uma tradução subsequente em prosa de Johann Jakob Bodmer foi muito popular; influenciou Friedrich Gottlieb Klopstock. A tradição da língua alemã de Milton voltou para a Inglaterra, na pessoa do artista Johann Heinrich Füssli.
Muitos pensadores iluministas do século XVIII reverenciaram e comentaram sobre suas obras poéticas e não-poéticas. Além de John Dryden, entre eles estavam Alexander Pope, Joseph Addison, Thomas Newton, e Samuel Johnson. Por exemplo, no The Spectator, Joseph Addison escreveu extensas notas, anotações, e interpretações de certas passagens do Paraíso Perdido. Jonathan Richardson, Sênior, e Jonathan Richardson, o Jovem, co-escreveram um livro de críticas. Em 1749, Thomas Newton publicou uma extensa edição das obras poéticas de Milton com anotações fornecidas por ele mesmo, Dryden, Pope, Addison, os Richardsons (pai e filho) e outros. A edição de Newton foi um ponto culminante da honra concedida a Milton pelos primeiros pensadores iluministas, mas também pode ter sido motivada pela edição infame de Richard Bentley, descrito acima. Samuel Johnson escreveu numerosos ensaios sobre Paraíso Perdido, e Milton foi incluído em seu Vidas dos Mais Eminentes Poetas Ingleses (1779-1781).

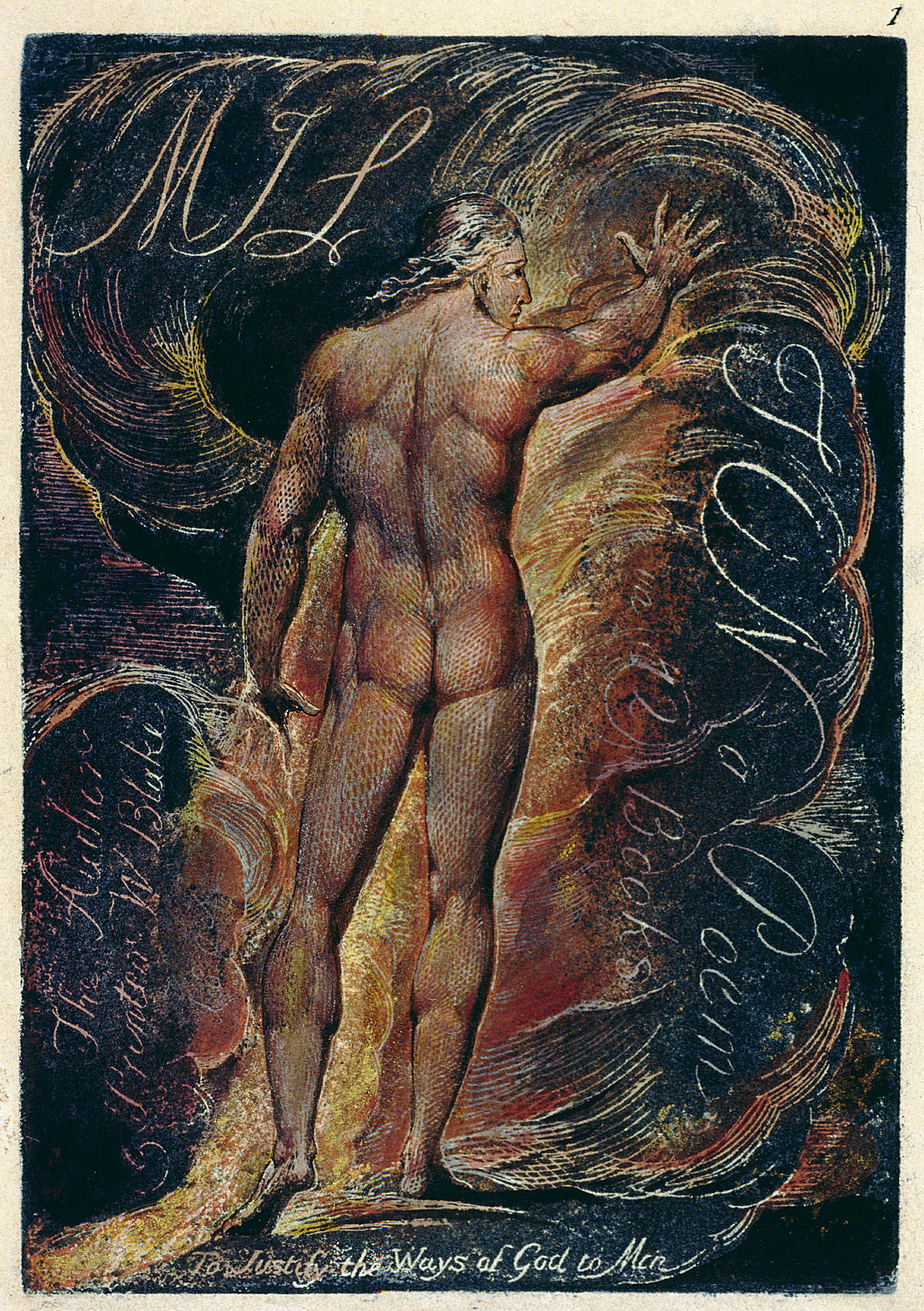
Frontispício de Milton um Poema

### Teoria romântica
Edmund Burke foi um teórico do sublime, ele considerava a descrição de Milton sobre o Inferno como exemplar e a sublimidade como um conceito estético. Para Burke, foi para o definir ao lado do topo das montanhas, uma tempestade no mar, e Infinito. Em O belo e o Sublime ('The Beautiful and the Sublime'), ele escreveu: "Nenhuma pessoa parece melhor ter entendido o segredo de intensificação ou de arrumar as coisas terríveis, se é que posso usar a expressão, em sua luz mais forte, pela força de uma obscuridade criteriosa que Milton."
Os poetas românticos valorizavam sua exploração do verso branco, mas na maior parte rejeitaram a sua religiosidade. William Wordsworth começou seu soneto "London, 1802", com "Milton! tu deverias estar vivendo nesta hora" e modelou O Prelúdio, o seu próprio verso branco épico, em Paraíso Perdido. John Keats achou o jugo de seu estilo desagradável; exclamou que "o seu verso não pode ser escrito, mas em vez um ardiloso humor do artista". Keats acha que Paraíso Perdido foi uma "bela e grande curiosidade", mas a sua própria tentativa inacabada na poesia épica, Hyperion, foi insatisfatória para o autor, porque, entre outras coisas, tinha muitas "inversões Miltônicas". Em The Madwoman in the Attic, Sandra Gilbert e Susan Gubar observam que o romance Frankenstein de Mary Shelley é, na opinião de muitos críticos, "uma das leituras 'românticas' fundamentais de Paraíso Perdido".

### Legado posterior
A era vitoriana testemunhou uma continuação da influência de Milton, George Eliot e Thomas Hardy foram particularmente inspirados pela poesia e biografia de Milton. As críticas hostis do século XX por T. S. Eliot e Ezra Pound não reduziram a sua estatura. F. R. Leavis, em A Busca Comum, responde às questões feitas por Eliot, em particular, a afirmação de que "o estudo de Milton poderia ser de nenhuma ajuda: foi apenas um obstáculo", argumentando, "Como se fosse uma questão de decidir não estudar Milton! O problema, em vez disso, era a fuga de uma influência que era tão difícil de escapar porque não foi reconhecida, pertencente, como o fez, ao clima do habitual e 'natural'." Harold Bloom, em A Angústia da Influência, escreveu que "Milton é o problema central em qualquer teoria e história da influência poética em Inglês [...]".
Seu Areopagítica ainda é citado como relevante para a Primeira Emenda à Constituição dos Estados Unidos. A citação da prosa—"Um bom livro é a alma preciosa de um espírito mestre, embalsamado e guardava o propósito de uma vida além da vida"—é exibida em muitas bibliotecas públicas, incluindo a Biblioteca Pública de Nova Iorque. O título da trilogia de Philip Pullman His Dark Materials é derivado de uma citação, "Seus materiais escuros para criar mais Mundos", linha 915 do Livro II em Paraíso Perdido. Pullman estava preocupado em produzir uma versão do poema de Milton acessíveis aos adolescentes, e falou de Milton como "nosso maior poeta público". T. S. Eliot acreditava que "em nenhum outro poeta é tão difícil de considerar a poesia simplesmente como poesia, sem nossas disposições teológicas e políticas ... fazendo entrada ilegal".

### Legado literário
Ele aparece em todos os seus escritos que tiveram a concomitante usual de grandes habilidades, uma confiança elevada e constante em si mesmo, talvez não sem algum desprezo dos outros, pois quase nenhum homem jamais escreveu tanto, e elogiou a tão poucos. Do seu louvor ele era muito frugal, como definia seu valor elevado, e considerou sua menção de um nome como uma garantia contra o desperdício de tempo, e uma certa conservante do esquecimento.

– Samuel Johnson, Lives of the Most Eminent English Poets
O uso do verso branco, além de suas inovações estilísticas (como grandiloquência de voz e visão, dicção peculiar e fraseologia) mais tarde influenciaram poetas. Na época, o verso branco poético foi considerado distinto de seu uso em drama em verso, e Paraíso Perdido foi tomado como um exemplar único. Isaac Watts disse em 1734, "o Sr. Milton é estimado o pai e autor do verso em branco no meio de nós". O "verso Miltônico" pode ser sinônimo de um século com o verso em branco como a poesia, um novo terreno poético independente tanto do drama e do dístico heroico. A falta de rima foi por vezes tida como sua definição de inovação. Ele próprio considerou a qualidade sem rima de Paraiso Perdido a ser uma extensão da sua própria liberdade pessoal:
Esta negligência depois da rima ... deve ser prezada um conjunto exemplar, a primeira em inglês, da antiga liberdade recuperada ao Poema heroico do perturbador e a escravidão moderna em rimar.
Esta busca da liberdade foi em grande parte uma reação contra os valores conservadores entrincheirados dentro do rígido dístico heroico. Dentro de uma cultura dominante, que salientava elegância e acabamento, ele concedeu primazia à liberdade, amplitude e o caráter sugestivo imaginativo, eventualmente evoluído à visão romântica de terror sublime. Sua reação à visão de um mundo poético incluiu, a contragosto, o reconhecimento da semelhança do poeta com escritores clássicos (poesia grega e romana sendo sem rima). Verso em branco passou a ser um meio reconhecido para obras religiosas e a tradução dos clássicos. Letras sem rima como Ode à Noite, de William Collins (no medidor da tradução de Milton da Ode à Pyrrha, de Horácio) não eram incomuns depois de 1740.
Um segundo aspecto do verso em branco de Milton foi o uso de ritmo não convencional:
Seu parágrafo em verso branco, e sua tentativa audaciosa e vitoriosa em combinar verso rimado branco com efeito paragrafado em Lycidas, estabeleceram modelos indestrutíveis e padrões de verso-ritmo inglês, como distintas das mais estreitas e mais puritanas formas métricas inglesas.

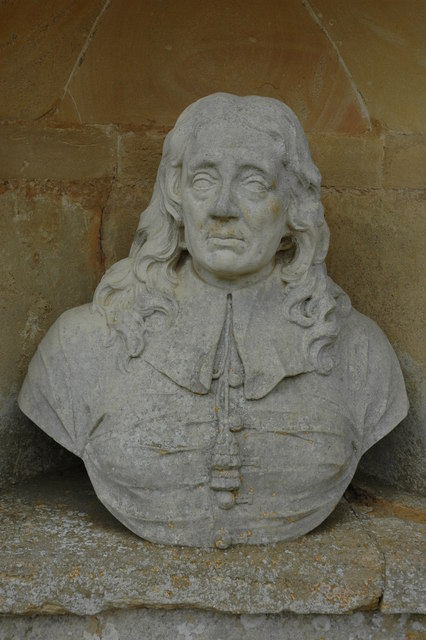
Estátua de Milton no Temple of British Worthies, Stowe

Antes de Milton, "o sentido de ritmo regular ... tinha sido batido na cabeça do Inglês, para segurança do que fosse parte de sua natureza". A "medida Heroica", de acordo com Samuel Johnson, "é pura ... quando o sotaque repousa a cada segunda sílaba por todo o verso. A repetição deste som ou percussão, às vezes iguais, é a mais completa harmonia do que um único verso é capaz", Pausas censurais, mais concordadas, foram melhor colocadas no meio e no fim da linha. A fim de apoiar esta simetria, linhas eram na maioria das vezes octo- ou decassilábica, sem terminações encavalgadas. Para este esquema Milton introduziu modificações, que incluíam sílabas hipermétricas (pés trissilábicos), inversão ou menosprezo de tensões, e a mudança de pausas para todas as partes da linha. Considerando estas características a serem um reflexo de "união transcendental de ordem e liberdade". Admiradores permaneceram hesitantes em adotar as partidas de sistemas métricos tradicionais: "Os Ingleses ... estavam escrevendo linhas separadas por tanto tempo que eles não podiam livrar-se do hábito". Isaac Watts preferiu suas linhas distintas entre si, assim como Oliver Goldsmith, Henry Pemberton, e Scott de Amwell, cuja opinião geral era de que a omissão frequente dele do pé átono inicial era "desagradável para um bom ouvido". Foi só no final do século XVIII que os poetas (começando com Thomas Gray) começaram a apreciar "a composição da harmonia de Milton ... como ele gostava de variar suas pausas, suas medidas, e os seus pés, o que dá a esse encantador ar de liberdade e deserto para sua versificação".
Enquanto dicção neoclássica era tão restritiva quanto a sua prosódia, e imagens estreitas emparelhadas com a uniformidade da estrutura de sentença resultaram em um pequeno conjunto de 800 substantivos circunscrevendo o vocabulário de 90% dos dísticos heroicos já escritos até o século XVIII, e tradição exigia que os mesmos adjetivos anexassem os mesmos substantivos, seguidos pelos mesmos verbos, a busca da liberdade de Milton também estendida em seu vocabulário. Ele incluiu muitos neologismos latinos, assim como palavras obsoletas que já caíram de uso popular tão completamente que seus significados não foram compreendidos. Em 1740, Francis Peck identificou alguns exemplos de palavras do "velho" Milton (hoje populares). O "dialeto Miltoniano", como era chamado, foi imitado por poetas posteriores; Pope usou a dicção de Paraíso Perdido em sua tradução Homérica, enquanto a poesia lírica de Gray e Collins foi frequentemente criticada por seu uso de "palavras obsoletas fora de Spenser e Milton". A linguagem dos melhores poemas de James Thomson (por exemplo, As Estações, O Castelo da Indolência) foi conscientemente modelada após o dialeto Miltoniano, com o mesmo tom e sensibilidade que Paraíso Perdido. Após Milton, a poesia inglesa de Pope para John Keats exibiu uma atenção cada vez maior no conotativo, o imaginativo e poético, o valor das palavras.

## Principais obras
- L'Allegro (1631)
- Il Penseroso (1633)
- Comus (a masque) (1634)
- Lycidas (1638)
- Areopagitica (Areopagítica) (1644)
- Paradise Lost (O Paraíso Perdido) (1667)
- Paradise Regained (Paraíso Recuperado) (1671)
- Samson Agonistes (Sansão Agonista) (1671)